# Lucien Van Weydeveld
Lucien Jean Van Weydeveld (Sint-Jans-Molenbeek, 25 november 1926) was een Belgisch hockeyer.

## Levensloop
Van Weydeveld was sinds 1940 actief bij Daring HC Brussel.
Van Weydeveldt debuteerde in 1947 in het Belgisch hockeyteam met een 3-1 nederlaag tegen Nederland. Hij nam onder meer deel aan de Olympische Zomerspelen van 1948 en 1952. Hij speelde tot 1953 meer dan veertig interlands.